# Hesperentomon martynovae
Hesperentomon martynovae är en urinsektsart som beskrevs av Andrzej Szeptycki 1988. Hesperentomon martynovae ingår i släktet Hesperentomon och familjen Hesperentomidae. Inga underarter finns listade i Catalogue of Life.